# Chryzostom (Mahairiotis)
Chryzostom, nazwisko świeckie Mahairiotis (ur. 4 czerwca 1938 w Paleometocho) – cypryjski biskup prawosławny.

## Życiorys
W 1951 wstąpił jako posłusznik do klasztoru Machara. W 1955 został wyświęcony na diakona.
W 1966 ukończył studia prawnicze na uniwersytecie w Atenach, po czym podjął studia teologiczne, ukończone z kolei w 1970. Po powrocie na Cypr ponownie zamieszkał w klasztorze Machaira, przyjmując w nim święcenia kapłańskie. Następnie został podniesiony do godności archimandryty.
26 października 1973 miała miejsce jego chirotonia biskupia, po której objął urząd metropolity Kition. Zastąpił na nim metropolitę Antyma, który w marcu 1972 razem z metropolitą Pafos Gennadiuszem i metropolitą Kirenii Cyprianem wypowiedział posłuszeństwo arcybiskupowi Cypru Makaremu III, zarzucając mu bezprawne łączenie funkcji zwierzchnika Kościoła i prezydenta państwa.
W czerwcu 2016 r. był członkiem delegacji Kościoła Cypru na Święty i Wielki Sobór Kościoła Prawosławnego.
18 stycznia 2019 r. przeszedł w stan spoczynku.